# Домовладелец
Домовладелец в России до ноября 1917 года — собственник городского здания. Домовладельцы обладали рядом прав в области городского самоуправления; на них же налагался и целый ряд повинностей по отношению к соседям и всей совокупности городских граждан. Одни из них установлены законом (см. Сервитуты и Соседские права), другие налагались административными распоряжениями (так называемые полицейские ограничения собственности) или обязательными постановлениями городских общественных управлений. Домовладельцы в России до ноября 1917 г. считались основными жителями городов, его постоянным элементом, заменившим прежние «городские сословия» по своему общественному и юридическому положению.